# Kabinet-Kiesinger
Het kabinet–Kiesinger (ook bekend als de eerste Grote Coalitie) was het West-Duitse kabinet van 1 december 1966 tot 22 oktober 1969. Het kabinet werd gevormd door de politieke partijen Christlich Demokratische Union Deutschlands (CDU)-Christlich-Soziale Union (CSU) en de Sozialdemokratische Partei Deutschlands (SPD) na de val van het vorige kabinet Erhard II. Kurt Georg Kiesinger van de CDU de voormalig minister-president van Baden-Württemberg diende als bondskanselier en Willy Brandt de partijleider van de SPD diende als vicekanselier en bondsminister van Buitenlandse Zaken.

## Geschiedenis
Na de Bondsdagverkiezingen van 1965 werd de coalitie van CDU/CSU en FDP onder bondskanselier Ludwig Erhard voortgezet. Een klein jaar later ontstond echter een kabinetscrisis toen de FDP haar ministers uit de regering terugtrok (27 oktober 1966). Binnen de CDU werd druk uitgeoefend op bondskanselier Erhard om af te treden. Op 10 november werd Kurt Georg Kiesinger, die op dat moment minister-president van Baden-Württemberg was, door de fractie van de CDU/CSU aangewezen als kandidaat-bondskanselier. Van de 245 fractieleden ondersteunden 118 de kandidatuur van Kiesinger. De CDU voelde er weinig voor om nieuwe onderhandelingen met de FDP aan te knopen, en besloot met de SPD van Willy Brandt te gaan onderhandelen over een nieuwe coalitieregering. De onderhandelingen verliepen (mede dankzij de inspanningen van Brandt, die te maken had met strubbelingen binnen zijn eigen SPD) buitengewoon vlot en op 1 december 1966 werd Kurt Georg Kiesinger gekozen tot bondskanselier van een kabinet bestaande uit CDU/CSU en SPD: de eerste "Grote Coalitie" ("Grosse Koalition") was een feit. Brandt werd vicekanselier en bondsminister van Buitenlandse Zaken.
Ondanks het streven dat de coalitie alleen maar aan zou blijven tot aan de nieuwe bondsdagverkiezingen van 1969, waren de betrekkingen tussen CDU/CSU en SPD goed, hoewel er binnen de laatste partij kritiek bestond op de coalitie. De nieuwe regering streefde naar het op orde brengen van de begroting en verbetering van de buitenlandse betrekkingen met Oost-Europese staten. De erkenning van de Duitse Democratische Republiek (DDR), die werd nagestreefd door de SPD, werd echter door de CDU/CSU van de hand gewezen. Hoogstens kon gewerkt worden aan de geleidelijke erkenning van het socialistische buurland.
In haar buitenlandpolitiek streefde de grote coalitie naar een grotere soevereiniteit voor de Bondsrepubliek. Zo wilde men de nog bestaande praktijk dat de geallieerden bij interne onrust (bijvoorbeeld een staatsgreep of iets dergelijks) konden ingrijpen in de soevereiniteit van de Bondsrepubliek ongedaan maken. De geallieerden eisten echter de invoering van noodwetten zodat de Bondsregering bij geval van politieke onrust in te kunnen ingrijpen. Om dergelijke noodwetten door het parlement te loodsen was echter een tweederdemeerderheid nodig in de Bondsdag. De oppositie, zowel in het parlement (FDP) als buiten het parlement (studentenbeweging, vakbonden, etc.) was echter bijzonder fel gekant tegen noodwetten. Op 27 mei 1968 stemden CDU/CSU en SPD - behoudens 54 parlementariërs - voor de noodwetten, terwijl de FDP tegen stemde. Op 28 juni werden de wetten van kracht en besloot de Geallieerde Controleraad af te zien van militair ingrijpen in de Bondsrepubliek bij interne onrust.
Aanvankelijk wilden CDU en SPD het meerderheidskiesrecht invoeren waardoor coalities in de toekomst niet meer nodig waren. Een partijdag van de SPD in 1968 wees het regeringsvoorstel echter (voorlopig) af.
In 1969 kwam de grote coalitie te einde toen er na de Bondsdagverkiezingen van dat jaar een coalitie van SPD en FDP (de zgn. "sociaalliberale coalitie") aantrad.

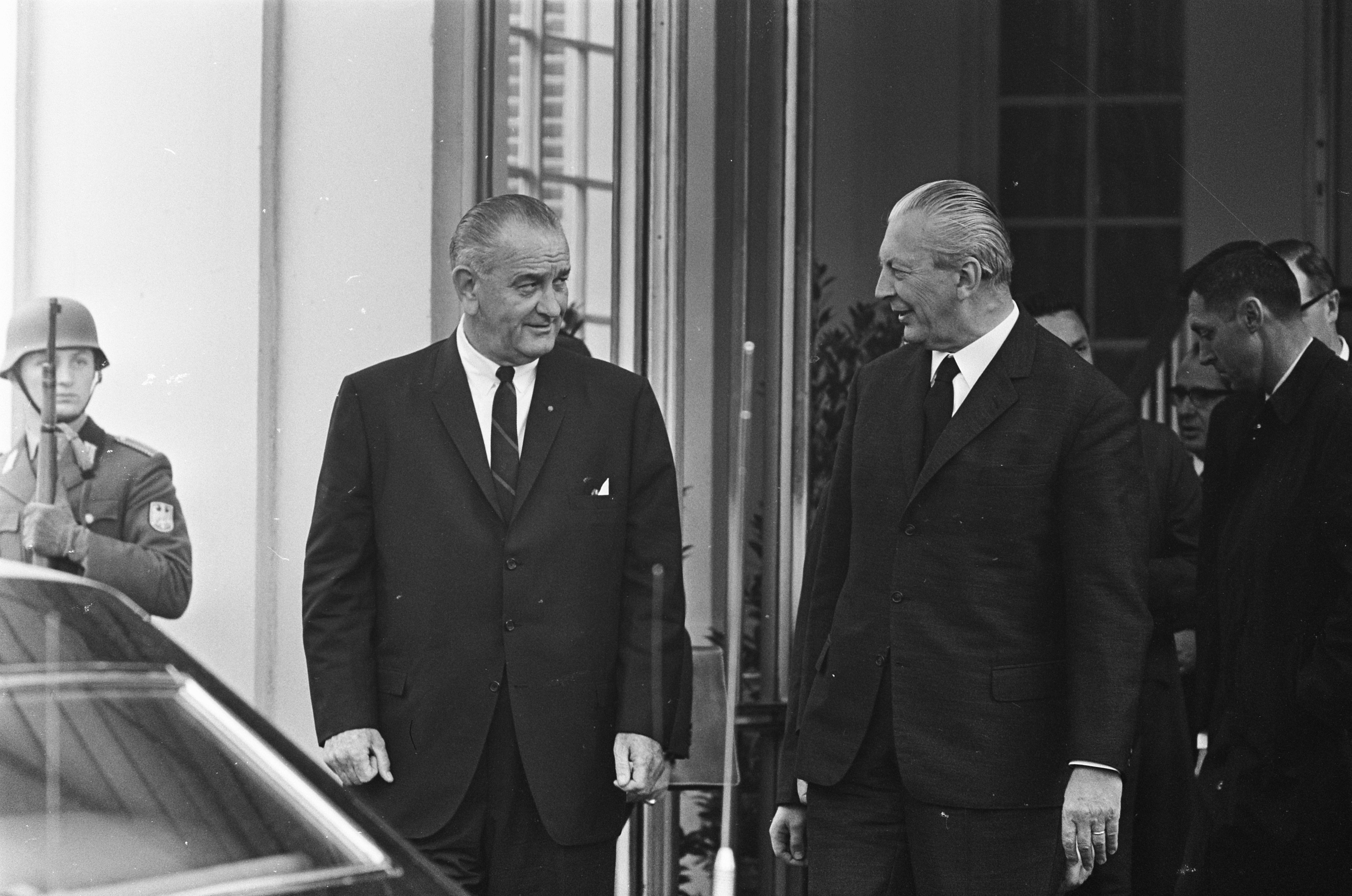
President van de Verenigde Staten Lyndon B. Johnson en bondskanselier Kurt Georg Kiesinger in Bonn op 24 april 1967.

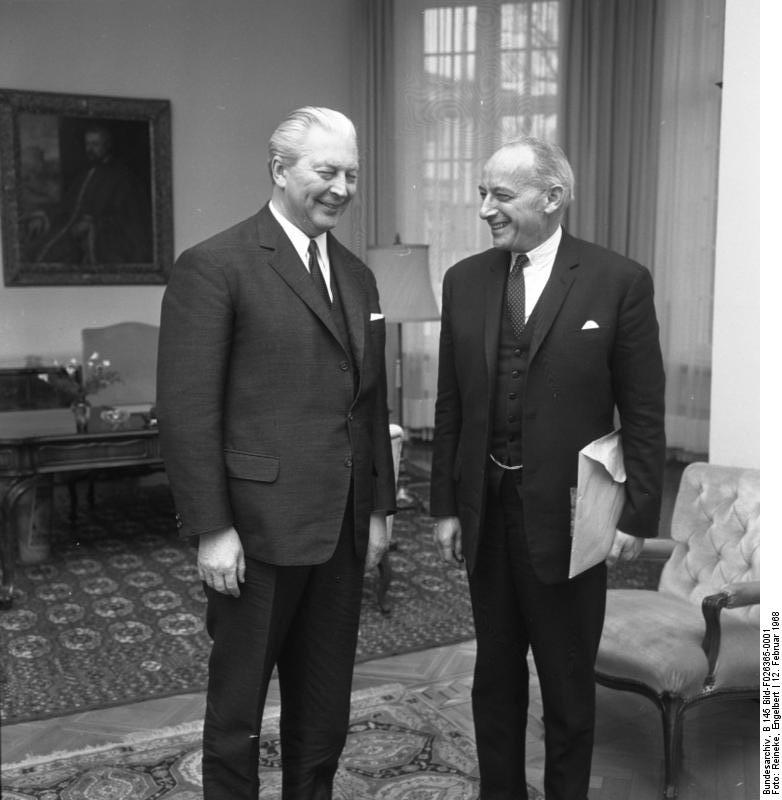
Bondskanselier Kurt Georg Kiesinger en Amerikaans nationaal veiligheidsadviseur Walt Whitman Rostow in Bonn op 12 februari 1968.

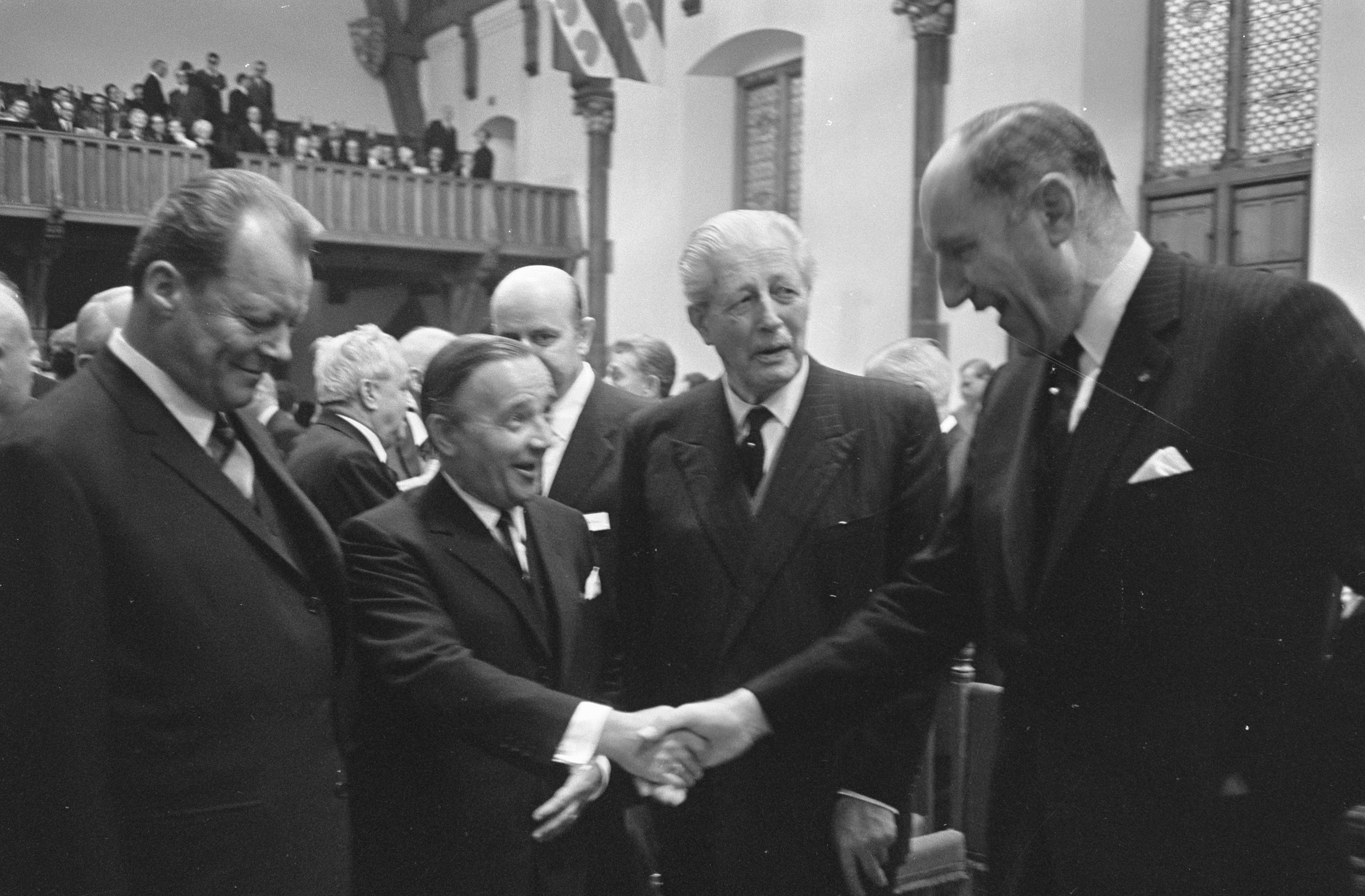
Bondsminister van Buitenlandse Zakern Willy Brandt, premier van Nederland Piet de Jong, ex-premier van het Verenigd Koninkrijk Harold Macmillan en minister van Buitenlandse Zaken Joseph Luns in de Ridderzaal op 8 november 1968.

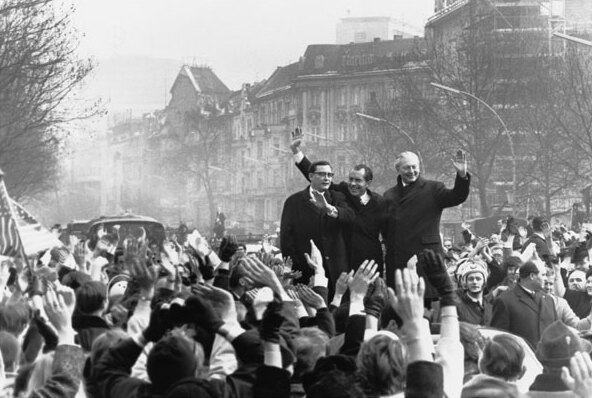
Regerend burgemeester van West-Berlijn Klaus Schütz, president van de Verenigde Staten Richard Nixon en bondskanselier Kurt Georg Kiesinger in West-Berlijn op 27 februari 1969.

| Ambtsbekleder                        | Ambtsbekleder           | Ambtsbekleder                       | Functie(s)                                              | Ambtstermijn     | Ambtstermijn     | Partij(en) |
| ------------------------------------ | ----------------------- | ----------------------------------- | ------------------------------------------------------- | ---------------- | ---------------- | ---------- |
|                                      | Kurt Georg Kiesinger    | Kurt Georg Kiesinger (1904–1988)    | Bondskanselier                                          | 1 december 1966  | 22 oktober 1969  | CDU        |
|                                      | Willy Brandt            | Willy Brandt (1913–1992)            | Vicekanselier                                           | 1 december 1966  | 22 oktober 1969  | SPD        |
| Bondsminister van Buitenlandse Zaken | Willy Brandt            | Willy Brandt (1913–1992)            |                                                         | 1 december 1966  | 22 oktober 1969  | SPD        |
|                                      | Paul Lücke              | Paul Lücke (1914–1976)              | Bondsminister van Binnenlandse Zaken                    | 26 oktober 1965  | 2 april 1968     | CDU        |
|                                      | Ernst Benda             | Ernst Benda (1925–2009)             | Bondsminister van Binnenlandse Zaken                    | 2 april 1968     | 22 oktober 1969  | CDU        |
|                                      | Franz Josef Strauß      | Franz Josef Strauß (1915–1988)      | Bondsminister van Financiën                             | 1 december 1966  | 22 oktober 1969  | CSU        |
|                                      | Gustav Heinemann        | Gustav Heinemann (1899–1976)        | Bondsminister van Justitie                              | 1 december 1966  | 26 maart 1969    | SPD        |
|                                      | Horst Ehmke             | Horst Ehmke (1927–2017)             | Bondsminister van Justitie                              | 26 maart 1969    | 22 oktober 1969  | SPD        |
|                                      | Karl Schiller           | Karl Schiller (1911–1994)           | Bondsminister van Economische Zaken                     | 1 december 1966  | 7 juli 1972      | SPD        |
|                                      | Gerhard Schröder        | Gerhard Schröder (1910–1989)        | Bondsminister van Defensie                              | 1 december 1966  | 22 oktober 1969  | CDU        |
|                                      | Käte Strobel            | Käte Strobel (1907–1996)            | Bondsminister van Volksgezondheid                       | 1 december 1966  | 15 december 1972 | SPD        |
|                                      | Hans Katzer             | Hans Katzer (1919–1996)             | Bondsminister van Arbeid en Sociale Zaken               | 26 oktober 1965  | 22 oktober 1969  | CDU        |
|                                      | Georg Leber             | Georg Leber (1920–2012)             | Bondsminister van Verkeer                               | 1 december 1966  | 7 juli 1972      | SPD        |
|                                      | Hermann Höcherl         | Hermann Höcherl (1912–1989)         | Bondsminister van Landbouw, Voedsel en Bosbeheer        | 26 oktober 1965  | 22 oktober 1969  | CSU        |
|                                      | Lauritz Lauritzen       | Lauritz Lauritzen (1910–1980)       | Bondsminister van Ruimtelijke Ordening en Huisvesting   | 1 december 1966  | 15 december 1972 | SPD        |
|                                      | Werner Dollinger        | Werner Dollinger (1918–2008)        | Bondsminister van Posterijen en Communicatie            | 1 december 1966  | 22 oktober 1969  | CSU        |
| Ministers zonder portefeuille        |                         |                                     |                                                         |                  |                  |            |
| Ambtsbekleder                        | Ambtsbekleder           | Ambtsbekleder                       | Functie(s)                                              | Ambtstermijn     | Ambtstermijn     | Partij(en) |
|                                      | Kurt Schmücker          | Kurt Schmücker (1919–1996)          | Bondsminister voor Financiële Bezittingen               | 1 december 1966  | 22 oktober 1969  | CDU        |
|                                      | Hans-Jürgen Wischnewski | Hans-Jürgen Wischnewski (1922–2005) | Bondsminister voor Economische Betrekkingen             | 1 december 1966  | 1 oktober 1968   | SPD        |
| Vacant                               |                         |                                     | Bondsminister voor Economische Betrekkingen             |                  |                  |            |
|                                      | Erhard Eppler           | Erhard Eppler (1926–2019)           | Bondsminister voor Economische Betrekkingen             | 16 oktober 1968  | 8 juli 1974      | SPD        |
|                                      | Gerhard Stoltenberg     | Gerhard Stoltenberg (1928–2001)     | Bondsminister voor Onderzoek en Technologie             | 26 oktober 1965  | 22 oktober 1969  | CDU        |
|                                      | Herbert Wehner          | Herbert Wehner (1906–1990)          | Bondsminister voor Oost-Duitse Betrekkingen             | 1 december 1966  | 22 oktober 1969  | SPD        |
|                                      | Kai-Uwe von Hassel      | Kai-Uwe von Hassel (1913–1997)      | Bondsminister voor Vluchtelingen en Oorlogsslachtoffers | 1 december 1966  | 22 oktober 1969  | CDU        |
|                                      | Bruno Heck              | Bruno Heck (1917–1989)              | Bondsminister voor Familie en Jeugd Zaken               | 14 december 1962 | 1 oktober 1968   | CDU        |
| Vacant                               |                         |                                     | Bondsminister voor Familie en Jeugd Zaken               |                  |                  |            |
|                                      | Aenne Brauksiepe        | Aenne Brauksiepe (1912–1997)        | Bondsminister voor Familie en Jeugd Zaken               | 16 oktober 1968  | 22 oktober 1969  | CDU        |
|                                      | Carlo Schmid            | Carlo Schmid (1896–1979)            | Bondsminister voor de Bondsraad en Deelstaten           | 1 december 1966  | 22 oktober 1969  | SPD        |
|                                      | Werner Knieper          | Werner Knieper (1909–1977)          | Chef des Bundeskanzleramts                              | 1 december 1966  | 31 december 1967 | O          |
| Staatssecretaris voor Algemene Zaken | Werner Knieper          | Werner Knieper (1909–1977)          |                                                         | 1 december 1966  | 31 december 1967 | O          |
|                                      | Karl Carstens           | Karl Carstens (1914–1992)           | Chef des Bundeskanzleramts                              | 31 december 1967 | 22 oktober 1969  | CDU        |
| Staatssecretaris voor Algemene Zaken | Karl Carstens           | Karl Carstens (1914–1992)           |                                                         | 31 december 1967 | 22 oktober 1969  | CDU        |

## Trivia
- Elf ambtsbekleders hadden ervaring as hoogleraar of wetenschapper: Gerhard Schröder (jurist), Gustav Heinemann (jurist), Horst Ehmke (jurist), Karl Schiller (politicoloog), Lauritz Lauritzen (jurist), Werner Dollinger (econoom), Erhard Eppler (pedagoog), Gerhard Stoltenberg (historicus), Bruno Heck (letterkundige), Carlo Schmid (jurist) en Karl Carstens (jurist).